# Riama achlyens
Riama achlyens är en ödleart som beskrevs av  Thomas Marshall Uzzell, Jr. 1958. Riama achlyens ingår i släktet Riama och familjen Gymnophthalmidae. Inga underarter finns listade i Catalogue of Life.